# همپدن بزرگ و کوچک
همپدن بزرگ و کوچک (به انگلیسی: Great and Little Hampden) یک روستا و محله مدنی در بریتانیا است که در ویکمب واقع شده‌است. همپدن بزرگ و کوچک ۲۵۹ نفر جمعیت دارد.